# Dvorec Štatenberg
Dvorec Štatenberg je baročni dvorec v bližini kraja Makole, na obrobju Haloz in nad reko Dravinjo. Leta 1740 ga je po načrtih italijanskega arhitekta Camessinija dal zgraditi grof Ignacij Maria Attems za svojo poletno rezidenco.

## Zgodovina

### Grad Štatenberg ali Štatenberk
Prvotni Stari grad je že sredi 13. stoletja stal v gričevju gozdnatih Haloz pod Plešivcem. Neslaven pečat Staremu gradu je v 16. stoletju vtisnil madžarsko-hrvaški plemič Ferenc Tahi, ki je bil s svojim okrutnim ravnanjem med glavnimi povzročitelji velikega Hrvaško-slovenskega kmečkega upora leta 1573.

### Dvorec Štatenberg
V poznem 17. stoletju so se lastniki štatenberške gospoščine, grofje Attems, odločili zapustiti istoimenski, danes razrušeni srednjeveški grad nad Makolami in se preseliti v dolino. Izbrali so si zložno razgledno vzpetino v bližini in tam v obdobju 1720-1740 pozidali simetrično zasnovan baročni dvorec z notranjim dvoriščem in vrtom. Reprezentančni prostori dvorca z viteško dvorano so bogato štukirani in poslikani. Baročni park je bil preoblikovan v krajinskem slogu z vstopno alejo in ribniki.
Za Attemsi se je na dvorcu zvrstilo mnogo plemiških družin in posameznikov; Auerspergi, Kaiserfeldi, Conradiji, v obdobju med 1932 do 1941 pa družina Neumann iz Zagreba, lastnica več trgovin z živili na Hrvaškem in v Bosni. Leta 1941 je Štatenberg, ki velja za enega najlepših baročnih dvorcev v Sloveniji, nacionalizirala nova okupacijska oblast. Že za časa Neumannov in pozneje Nemcev pa je na gradu kot upravitelj živel grajski ekonom Franz Dyhrn (in z njim deloma njegova družina), ki kljub pologu plačila za odkup dvorca leta 1941 njegov lastnik nikoli ni postal in tako tudi nihče iz njegove družine, kakor se ponekod napačno navaja. Po drugi vojni ga je nacionalizirala nova oblast, ga še naprej uporabljala kot hotel (kar je bil dvorec deloma že v Neumannovem času), nato pa ga prodala tovarni Impol iz Slovenske Bistrice, družba je sedanja lastnica dvorca.

## Štatenberg danes
Dvorec je najbolj znan po freskah in štukaturah v Viteški dvorani in elegantnih salonih, ki se nahajajo levo in desno od nje. 
V I. nadstropju je muzejska postavitev, kjer je na ogled še ohranjeno nekdanje stilno pohištvo in oprema zadnjih lastnikov in prebivalcev.
V pritličju dvorca danes deluje restavracija, ki jo vodi Gostinstvo dvorec Štatenberg, v isti etaži pa so tudi prostori Turističnega društva Štatenberg.
Le-to si je uredilo večnamensko dvorano, turistično pisarno in etnološko zbirko (vsi prostori so imeli pred tem drugo namembnost). Turistično društvo skrbi tudi za vodene oglede po dvorcu.    
Klet dvorca ima v najemu Društvo vinogradnikov Makole, ki jo je uredilo leta 2001, nekdanje ribnike pa upravlja Ribiška družina Štatenberg. V znamenju umetniškega snovanja zaživi jeseni, ko v barvitem septembru gosti slikarsko kolonijo.

## Krajinski park
Občina Slovenska Bistrica je leta 1992 ribnike in dvorec z neposredno okolico razglasila za krajinski park, ki obsega površino 228 ha. Gozd okoli ribnikov daje skoraj naravni videz, če ne bi v njem izstopale orjaške duglazije - iglavci uvoženi iz Severne Amerike, ki izdajajo nekdanjo grajsko parkovno zasnovo.